# The Glass Web
The Glass Web is een Amerikaanse film noir uit 1953 onder regie van Jack Arnold. In Nederland werd de film destijds uitgebracht onder de titel De misdaad van de week.

## Verhaal
Don Newell is een scenarist, die recente misdaden bewerkt tot verhalen voor een televisieprogramma. Hij wordt door de harteloze actrice Paula Ranier afgeperst met hun recente avontuurtje. Hij weet niet dat Paula ook een verhouding heeft met Henry Hayes, een criminoloog die als expert werkt voor het programma. Als Paula wordt vermoord, wordt Don tot de verdachten gerekend. Bovendien moet hij de moord herschrijven tot een tv-spel.

## Rolverdeling
| Acteur             | Personage               |
| ------------------ | ----------------------- |
| Edward G. Robinson | Henry Hayes             |
| John Forsythe      | Don Newell              |
| Kathleen Hughes    | Paula Ranier            |
| Marcia Henderson   | Louise Newell           |
| Richard Denning    | Dave Markson            |
| Hugh Sanders       | Inspecteur Mike Stevens |
| Jean Willes        | Sonia                   |
| Eve McVeagh        | Viv                     |
| Harry Tyler        | Jake                    |
| John Hiestand      | Omroeper                |
| Clark Howat        | Bob Warren              |
| Robert Nelson      | Politieagent in burger  |
| John Verros        | Fred Abbott             |
| Helen Wallace      | Mevrouw Doyle           |
| Benny Rubin        | Zwerver                 |